# Boulton Paul Defiant
Boulton Paul Defiant var ett tvåsitsigt brittiskt tungt jaktflygplan som byggdes av Boulton Paul Aircraft Ltd. Flygplanet kallades informellt "Daffy" av sina piloter.
Under 1930-talet utvecklades en entusiasm för jaktplan med kulsprutetorn varvid de fasta framåtriktade kulsprutorna ersattes med ett vridbart torn med flera vapen. De två främsta argumenten för konstruktionen var: 
- att den minskade pilotens arbetsbelastning och
- den åstadkom ett avsevärt större skjutfält.

Det brittiska svaret på idén var Defiant, som tillfördes förband i december 1939. 
När planet i maj 1940 hamnade i luftstrid under Slaget om Storbritannien var flygplanstypen till att börja med förhållandevis framgångsrik som ett resultat av nyheten. Tyska piloter lärde sig snart hur de skulle utnyttja sin större snabbhet och lättrörlighet och anföll Defiant framifrån och underifrån dit planets kulsprutor inte kunde riktas. 
Defiant flyttades därför till nattjaktuppdrag och senare degraderades den till målbogserare. Sammanlagt tillverkades 1 073 Defiant.

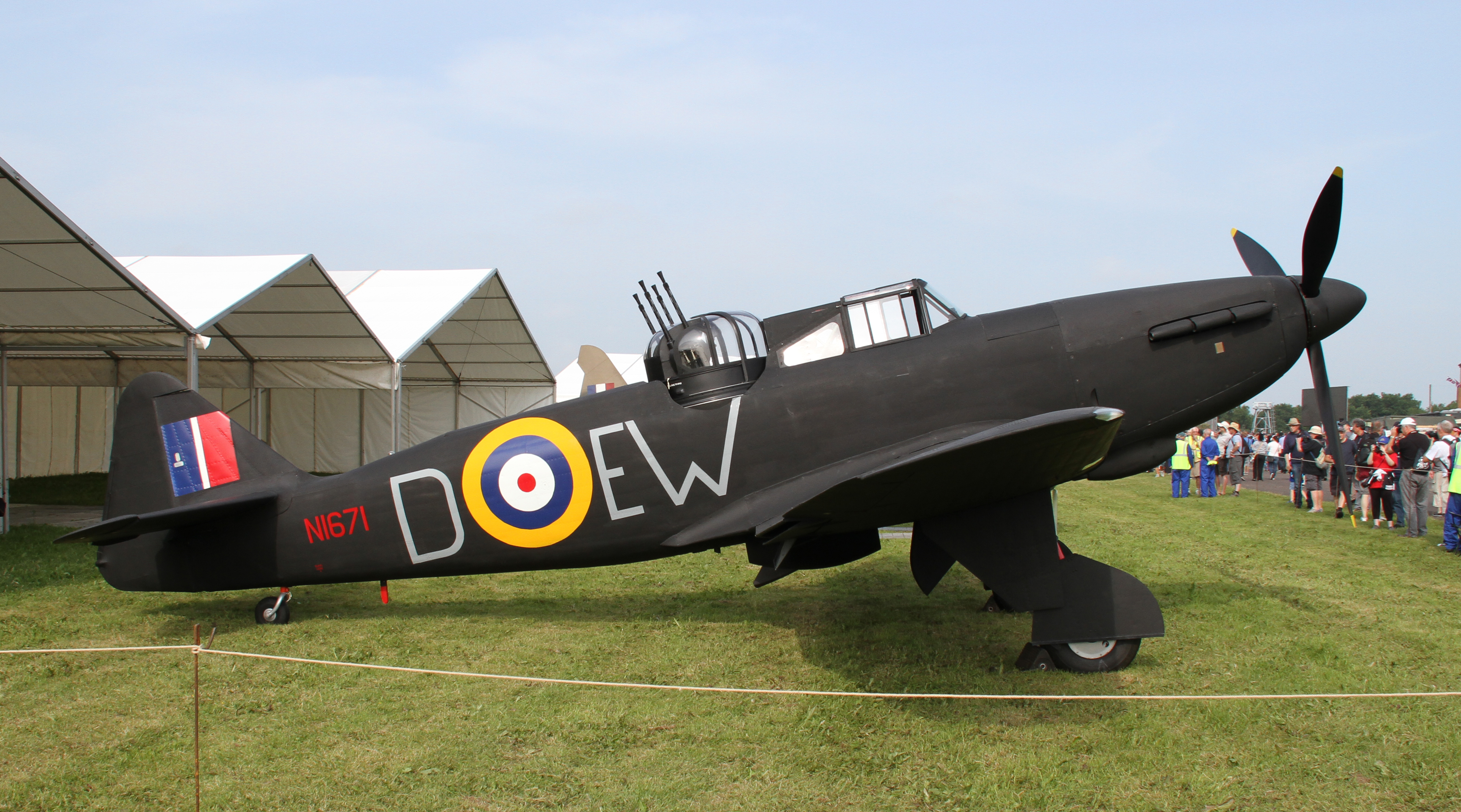
En restaurerad Boulton Paul Defiant.